# Залкинд, Арон Борисович
Аро́н Бори́сович За́лкинд (5 [17] июня 1888, Харьков, Российская империя — июль 1936, Москва, СССР) — советский врач, психиатр, психолог, психоаналитик и педолог. Лидер педологического движения в СССР. Ученик В. М. Бехтерева.

## Биография
Родился в 1888 году в Харькове. Сын Боруха Шаевича Залкинда (из Копыся) и его жены Ревекки. В  1911 году окончил медицинский факультет Московского университета по специальности «психиатрия».
С 1911 года работал ординатором в санатории и занимался научной работой.
В 1914—1917 годах — военный врач на фронтах Первой мировой войны.
В 1917—1919 годах — врач и заведующий: специализированный (психоневрологический) госпиталь № 5, Петроград (в 1919 реорганизован в Клинический психотерапевтический институт; в 1924 году институт переименован в Психотерапевтический институт).
В 1919—1921 годах — заведующий Петроградским рабочим факультетом и заместитель заведующего отделом рабфаков Наркомпроса
В 1919—1923 годах — научный работник, преподаватель высшей школы, методист, специалист в вопросах научной психологии.
В 1920—1922 годах — заведующий отделом организации и культотделом ЦК Всероссийского союза работников просвещения
В 1922—1923 годах — научный сотрудник Института коммунистического воспитания, а также читал курс введения в коммунистическую педагогику на Высших народных педагогических курсах и занимался методической работой в ЦК профсоюза работников просвещения.
В 1923 году в качестве сотрудника Института экспериментальной психологии при Институте научной философии, избран членом Института.
1927, декабрь — 1928, январь: по инициативе Залкинда и под его председательством проходит Первый Всесоюзный педологический съезд, ставший фактически логическим продолжением Первого и Второго психоневрологического съезда (прошедших, соответственно, в 1923 и 1924 годах).
С апреля 1928 года — учреждена Комиссия по планированию исследовательской работы по Педологии в РСФСР при Главнауке Наркомпроса РСФСР (и при ГУСе), Залкинд назначен её председателем; вскоре комиссия была реорганизована и переименована: Постановлением Совнаркома от 17 августа 1928 г. её уровень был повышен, с этого времени Залкинд — председатель Межведомственной плановой педологической комиссии при Наркомпросе; в том же году основан новый журнал, Залкинд назначен на должность первого главного редактора журнала «Педология».
1930 — по инициативе Залкинда и под его председательством проходит так называемый объединительный Поведенческий съезд, ставший фактически логическим продолжением Первого и Второго психоневрологического съезда, а также Педологического съезда (прошедших, соответственно, в 1923, 1924 и 1927/8 годах); последний крупнейший съезд специалистов в области теоретической и прикладной психологии и смежных наук межвоенного периода в СССР
В 1931 году — Институт экспериментальной психологии в Москве был реорганизован и переименован, после отставки его директора К. Н. Корнилова институт оставался под временным руководством Т. Коган, а затем Залкинд был назначен новым директором Института психологии, педологии и психотехники. В конце года отправлен в отставку с директорского поста и, предположительно, также уволен из института.
С 1931 года — председатель Президиума Общества психоневрологов-материалистов.
В конце 1931 года был обвинён в «меньшевиствующе-идеалистическом эклектизме», а также подвергся гонениям и научно-партийной проработке за «фрейдизм» и «извращения в работе»; Залкинд публично признал ошибочность своей научной и общественной работы, в частности, в области психоанализа и фрейдизма. Тем не менее, в декабре 1931 г. Залкинд был снят с должности директора Института психологии, педологии и психотехники, а также, предположительно, исключен из Президиума Общества психоневрологов-материалистов; также отставлен от выполнения обязанностей главного редактора журнала «Педология» (на его место назначена Р. Г. Виленкина).
По непроверенной информации (неформальное сообщение его дочери), умер в июле 1936 г. на улице от инфаркта после собрания, на котором была раскритикована его научно-административная деятельность как одного из лидеров педологического движения в СССР. В качестве альтернативной версии не исключена вероятность суицида.
Похоронен на Новодевичьем кладбище.

## Научная деятельность
В 1910—1913 годы увлёкся психоанализом, изучая его возможности для лечения психоневрозов. В 1913 году журнале «Психотерапия». опубликовал статью «К вопросу о факторах, сущности и терапии психоневрозов», где выступил с критикой чрезмерного увлечения психоанализом последователей Фрейда, считая, что в России имеет место «ценный импульс поставить фрейдовское учение на единственно подходящую общепсихологическую почву».
В 1920-е оказывал поддержку распространению психоаналитических идей в России. В 1924 году вышли его статью «Фрейдизм и марксизм» и «Нервный марксизм, или паническая психика», где Залкинд отмечал, как отрицательные, так и положительные стороны психоанализа Фрейда, а также сделал попытку найти общие черты между психоанализом и марксизмом. Составитель «Двенадцати половых заповедей революционного пролетариата».
Он являлся решительным противником эмпиризма в медицине и последовательно выступал за соединение психоневрологии и психологии с марксистской философией и использование в них диалектического метода. Считал необходимой «марксизацию» психологии, биологии и медицины, а также абсолютизировал политико-социологический подход к частным наукам. Это, например, нашло отражение в вышедшей в 1924 году статье «Физиолого-педагогические проблемы в свете революции» (сб."Очерки культуры революционного времени". М., 1924. С.10), где Залкинд писал «марксисты обязаны немедленно заняться социологированием психофизиологии».
В педологии Залкинд стал предшественником социогенетической концепции. Он стремился произвести пересмотр большинства важнейших вопросов изучения ребенка: биогенетического закона, проблем наследственности, полового воспитания, проблемы детского коллектива.
Залкинд занимался разработкой психоневрологического взгляда на общество (классовую борьбу, революцию, интеллигенцию, молодёжь, партийное строительство), что нашло своё воплощение в книге «Очерки культуры революционного времени» (1924). Им был установлен комплекс «парттриады» (наличие невротических симптомов, гипертонии и вялого обмена веществ у 90 % партийного актива ВКП(б)), возникновение которого он объяснял нервным возбуждением, профессиональным несоответствием, а также культурным отставанием и несоблюдением гигиенических норм.
Поддерживал А. М. Деборина в дискуссии с механистами.

## Научные труды

### Монографии
- Залкинд А. Б. Очерки культуры революционного времени. — М., 1924. — 196 с.
- Залкинд А. Б. Революция и молодежь. — Л., 1925. — 140 с.
- Залкинд А. Б. Половой фетишизм. К пересмотру полового вопроса. — М., 1925. — 46 с.
- Залкинд А. Б. Вопросы советской педагогики. — Л., 1926. — 178 с.
- Залкинд А. Б. Половой вопрос в условиях советской общественности. — Л., 1926. − 128 с.
- Залкинд А. Б. Жизнь организма и внушение. — М.-Л., 1927. — 175 с.
- Залкинд А. Б. Основные вопросы педологии. — М., 1927. — 76 с.
- Залкинд А. Б. Половое воспитание. — М., 1928. — 143 с.
- Залкинд А. Б. Работа и быт общественного актива. — М.-Л., 1928. — 128 с.
- Залкинд А. Б. Педология в СССР. — М., 1929. — 83 с.
- Залкинд А. Б. Половое воспитание юных пионеров. — М.-Л., 1929. — 93 с.
- Залкинд А. Б. Вопросы советской педагогики. 2-е изд. — М.-Л., 1930. — 302 с.
- Залкинд А. Б. Основные вопросы педологии. — М., 1930. — 264 с.
- Залкинд А. Б. Половое воспитание. — 2-е изд. — М., 1930. — 337 с.
- Залкинд А. Б. Половое воспитание юных пионеров. — 2-е изд. — М.-Л., 1930. — 93 с.
- Залкинд А. Б. Умственный труд. Гигиена и рационализация умственной деятельности. М.-Л., 1930. — 167 с.
- Залкинд А. Б. Вопросы советской педагогики. — 3-е изд. — М.-Л., 1931. — 189 с.
- Залкинд А. Б. Психоневрологические науки и социалистическое строительство. Л.-М., 1931. — 94 с.
- Залкинд А. Б. Педология. — М., 1934 (соавторы А. А. Файвуснович и др.).
- Залкинд А. Б. Педология: Утопия и реальность. — М.: Аграф, 2001. — 464 с.

### Статьи
- Залкинд А. Б. К вопросу о факторах, сущности и терапии психоневрозов. // Психотерапия. — 1913. — № 1. — С. 8-25.
- Залкинд А. Б. К вопросу о сущности психоневрозов. // Психотерапия. — 1913. — № 3. — С. 172—187; № 4. — С. 214—221.
- Залкинд А. Б. Двенадцать половых заповедей революционного пролетариата // Революция и молодёжь. — М.: Издательство Коммунистического университета им. Я. М. Свердлова, 1924. (подлинник) (перепечатано в журнале Родина. 1995. № 9.)
- Залкинд А. Б. Фрейдизм и марксизм. // Красная новь. — 1924. — № 4. — С. 163—186.
- Залкинд А. Б. Нервный марксизм или паническая критика. // Под знаменем марксизма. — 1924. — № 12. — С. 260—274.
- Залкинд А. Б. Науку и поведение человека на службу социалистической реконструкции // Человек и природа. — 1930. — № 4. — С. 47—49.
- Залкинд А. Б. За марксистско-ленинскую методологию в воспитании. О «половом воспитании». // Педология. — 1931. — № 7-8. — С. 11-20.
- Залкинд А. Б. Дифферинцировка на педологическом фронте // Педология. — 1931. — № 3. — С. 7-14.
- Залкинд А. Б. Двенадцать половых заповедей революционного пролетариата // Философия любви. В 2 т. Т. 2. — М.: Политиздат, 1990. — С. 224—255. (pseudology.org/health/12zapovedey.htm — копия)
- Залкинд А. Б. О язвах Р. К. П. (схематичная частичная попытка социально-биологического анализа отрицательных сторон партии). // Вопросы философии. — 1991. — № 7.